# آنری کورنه
آنری کورنه (در زمان تولد آنری داوید، ۴ اوت ۱۸۸۴ – ۱۸ مارس ۱۹۴۱) رکابزن حرفه‌ای اهل فرانسه بود که در رشتهٔ دوچرخه‌سواری جاده فعالیت می‌کرد. او توانست در سال ۱۹۰۴ برندهٔ تور دو فرانس شود.

## آغاز زندگی
کورنه در پا-دو-کاله زاده شد و شناسنامه‌اش به نام مادرش ثبت شد. سپس به نام ناپدریش ژاردری خوانده شد. مشخص نیست که چرا نامش را از آنری ژاردری به آنری کورنه تغییر داده‌است. در دوران آماتور، استعداد خود را با قهرمانی در مسابقهٔ پاریس–اونفلور در سال ۱۹۰۳ نشان داد؛ ولی پیش از ورودش به تور دو فرانس ۱۹۰۴، به جز شمال فرانسه و بلژیک، چندان شناخته‌شده نبود. او تازه در سال ۱۹۰۴ وارد دوچرخه‌سواری حرفه‌ای شده‌بود. آنری دگرانژ برگزار کنندهٔ تور دو فرانس، در گزارشی که برای معرفی شرکت‌کنندگان ناشناختهٔ تور در روزنامه‌اش اوتو نوشت، به کورنه لقب بذله‌گو داد.

## تور دو فرانس ۱۹۰۴
برگزاری نخستین تور دو فرانس، موفقیت‌آمیز بود و رقابت میان رکابزنان و اشتیاق هواداران حامی آنان تا حد خطرناکی می‌رسید. رکابزنان سوار قطار می‌شدند یا توسط خودروها کشیده می‌شدند. هنگامی که هیچ یک رکابزنان مجاز به گرفتن غذا نبودند، موریس گارین که قهرمان تور ۱۹۰۳ بود، از مدیر مسابقه غذا دریافت می‌کرد. در گردنهٔ رپوبلیک، هواداران، رکابزنان را می‌زدند و تنها زمانی پراکنده شدند که گارین با اسلحهٔ خود شلیک کرد. برخی از تماشاگران، در روز پایانی، سوزن روی جاده می‌ریختند و کورنه در ۴۰ کیلومتر پایانی با لاستیک پنچر شده رکاب زد.
پس از بحث‌های بسیار پیرامون تقلب گسترده، چهار رکابزن برتر توسط اتحادیهٔ دوچرخه‌سواری فرانسه اخراج شدند و کورنه که در رتبهٔ پنجم قرار داشت و سه ساعت عقب‌تر از گارین بود، برندهٔ مسابقه اعلام شد. کورنه در زمان قهرمانی ۱۹ سال و ۱۱ ماه و ۲۰ روز سن داشت و جوان‌ترین قهرمان تاریخ تور دو فرانس شناخته می‌شود.

## سال‌های پایانی
کورنه هرگز نتوانست موفقیت خود در تور را تکرار کند، ولی در سال ۱۹۰۶ برندهٔ پاریس–روبه و نایب قهرمان بوردو–پاریس شد. در تور دو فرانس ۱۹۰۸ نیز به مقام هشتم دست یافت. کورنه در مسیرهای کوتاه تکراری مهارت داشت.

## بازنشستگی و مرگ
کورنه آخرین بار در سال ۱۹۱۲ در تور دو فرانس شرکت کرد و در رتبهٔ ۲۸ ایستاد. مشکلات جسمی برگشت‌پذیر باعث پایان یافتن دوران حرفه‌ای او شد و در آغاز جنگ جهانی اول، رقابت را کنار گذاشت. سپس وارد تجارت دوچرخه شد و در ۵۶ سالگی پس از یک عمل جراحی درگذشت.

## نتایج در گرد تورها
| گرند تور       | ۱۹۰۴    | ۱۹۰۵     | ۱۹۰۶    | ۱۹۰۷     | ۱۹۰۸    | ۱۹۰۹     | ۱۹۱۰    | ۱۹۱۱    | ۱۹۱۲    |
| -------------- | ------- | -------- | ------- | -------- | ------- | -------- | ------- | ------- | ------- |
| جیرو دیتالیا   | ناموجود | ناموجود  | ناموجود | ناموجود  | ناموجود | نرفت     | نرفت    | نرفت    | نرفت    |
| تور دو فرانس   | ۱       | ناتمام-۴ | نرفت    | ناتمام-۵ | ۸       | ناتمام-۳ | ۱۶      | ۱۲      | ۲۸      |
| ووئلتا اسپانیا | ناموجود | ناموجود  | ناموجود | ناموجود  | ناموجود | ناموجود  | ناموجود | ناموجود | ناموجود |

| ۱        | برنده                               |
| ۲–۳      | سه نفر اول                          |
| ۴–۱۰     | ده نفر اول                          |
| ۱۱–      | گذر از خط پایان                     |
| نرفت     | در مسابقه شرکت نکرد                 |
| ناتمام-x | به پایان نرساند (انصراف در مرحله x) |
| DNS-x    | آغاز نکرد (عدم شرکت در مرحله x)     |
| اخراج    | اخراج شد                            |
| ناموجود  | مسابقه/رده‌بندی انجام نشد            |
| بی‌رتبه   | در رده‌بندی گنجانده نشد              |